# Jim Bunning
James Paul David Bunning, detto Jim (Southgate, 23 ottobre 1931 – Fort Thomas, 26 maggio 2017), è stato un giocatore di baseball e politico statunitense.
Prima di intraprendere la carriera politica, ha giocato nella Major League Baseball (MLB) come lanciatore per 17 stagioni.

## Carriera in Major League Baseball
Ha debuttato in MLB il 20 luglio 1955 giocando per i Detroit Tigers. Ha giocato la sua ultima partita il 3 settembre 1971 con i Philadelphia Phillies.
In carriera ha un record di 224 vittorie e 184 sconfitte; ha messo a segno un totale di 2855 strikeout e la sua media PGL (ERA) è stata di 3,27. Ha giocato 9 All-Star Game: nel 1957, 1959 (solo la prima partita), 1961, 1962 (entrambe le partite), 1963-1964, 1966.
È stato uno dei pochi lanciatori a realizzare un perfect game, il 21 giugno 1964 quando giocava per i Philadelphia Phillies.
Nel 1966 è stato eletto membro della Baseball Hall of Fame.